# Johann Funck (Theologe)
Johann Funck (auch: Funk, Funccius; * 7. Februar 1518 in Wöhrd bei Nürnberg; † 28. Oktober 1566 in Königsberg, Herzogtum Preußen) war ein deutscher evangelischer Theologe.

## Leben
Der Sohn eines Fischers immatrikulierte sich im Wintersemester 1536/37 an der Universität Wittenberg und absolvierte zunächst das philosophische Grundstudium, das er am 28. April 1538 mit dem akademischen Grad eines Bakkalaureus der Philosophie abschloss. Damit hatte er sich Möglichkeit erworben, sein Wissen selbst weiterzugeben und an der theologischen Fakultät zu studieren. Nachdem er am 11. Februar 1539 den philosophischen Magistergrad erworben hatte, wurde er am 12. Januar 1541 in Wittenberg als Diakon für Seyda ordiniert. Noch im selben Jahr wechselte er als Diakon nach Oschatz und kehrte 1543 als Pfarrer in seinen Heimatort zurück. In Wöhrd publizierte er eine Fortsetzung des Cronicons des Johannes Carion von Melanchthon, was ihm viel Anerkennung einbrachte. 1547, im Zuge des Schmalkaldischen Krieges, zog das kaiserliche Heer in Wöhrd ein, so dass ihn der Rat der Stadt dazu aufforderte, in seinen Predigten zurückhaltender zu agieren. Kurz vor der Einquartierung der spanischen Truppen floh er vor den zu erwartenden Drangsalen gegenüber evangelischen Predigern. Da er eine Strafversetzung ablehnte, entließ man ihn am 2. Mai 1547 aus seinem Pfarramt in Wöhrd. Er blieb zunächst in Nürnberg, wo er heiratete und von Veit Dietrich eine Empfehlung an den Hof Albrechts von Preußen erhielt. 
Am 28. Oktober 1547 kam Funck in Königsberg an, wurde für Albrecht in Kleinlitauen tätig und begleitete diesen 1548 auf einer Reise nach Polen. Zurück in Königsberg wurde er Pfarrverweser und schließlich Pfarrer an der Altstädter Kirche. Im Januar 1549 berief ihn Albrecht zu seinem Hofprediger und Hofrat. In jener Stellung wurde er ein begeisterter Anhänger der Rechtfertigungslehre des Andreas Osiander, dessen Tochter Agnes, die Witwe von Andreas Aurifaber, er nach dem Tod seiner ersten Frau um 1560 heiratete.
Im Rahmen des Osiandrischen Streites wurden viele Gegner der Position aus ihren Ämtern entfernt. Nach dem Tod von Osiander nahmen diese Streitigkeiten zu. Schließlich unterlag er dem gewachsenen Druck, der auf ihn ausgeübt wurde; er musste seine „Irrlehren“ 1556 widerrufen. Diese Niederlage entzog ihm jedoch nicht die Gunst des Hochmeisters Albrecht. Dennoch verstärkte sich die Kritik an seiner Person.
Man machte ihn für die kirchenpolitischen Verhältnisse im Herzogtum verantwortlich. Auch nachdem er 1563 mit vier Predigten den Nachweis erbracht hatte, nicht mehr der osiandrischen Lehrmeinung anzuhängen, wurde auf Betreiben der Landstände 1566 eine polnische Kommission eingesetzt, welche die Zustände überprüfen sollte. Die Kommission kam zu dem Schluss, dass Funck den öffentlichen Frieden durch seine Haltung im Osiandrischen Streit gefährdet hatte. Dies kam der Kommission einem Hochverrat gleich, und er wurde mit den herzoglichen Räten Matthias Horst und Johann Schnell zur Enthauptung verurteilt, die am 28. Oktober 1566 auf dem Markt von Kneiphof erfolgte.